# 彻夜祷
彻夜祷（希臘語：αγριπνία、παννυχις），是正教会與希腊礼天主教会的事奉聖礼之一。是一种持续共计三个时课的晚祷、晨祷以及一时经。教会於每周六晚上举行彻夜祷。在重要教会节日时也会举行彻夜祷。

## 仪轨
在举行彻夜祷时，作为彻夜祷一部分的晚祷或晨祷时间会较他们分别各自举行时的时长有所变化。 在一般教堂中，常常省略部分礼仪。(比如简略甚至略去诵经及晨祷时的圣人传诵读)。因此，一般的彻夜祷大约持续两至两个半小时。